# Anders Eggert
Anders Eggert Magnussen (ur. 14 maja 1982 w Århus) – duński piłkarz ręczny, wielokrotny reprezentant kraju. Gra na pozycji lewoskrzydłowego. Mistrz Europy 2012. Dwukrotny wicemistrz Świata 2011 oraz 2013.
Obecnie występuje w Bundeslidze, w drużynie SG Flensburg-Handewitt.

## Sukcesy

### klubowe
- Mistrzostwa Niemiec:
  -  2008, 2012
- Liga Mistrzów:
  -  2007
- Mistrzostwa Danii:
  -  2004
- Puchar Danii:
  -  2003, 2005
- Puchar Zdobywców Pucharów:
  -  2012

### reprezentacyjne
- Mistrzostwa Europy:
  -  2012
- Mistrzostwa Świata:
  -  2011, 2013

## Nagrody indywidualne
- najlepszy strzelec mistrzostw Świata 2013